# رجل العنزة الهاندلية
رجل العنزة الهاندلية (الاسم العلمي:Aegopodium handelii) هو نوع من النباتات يتبع جنس رجل العنزة من الفصيلة الخيمية.